# Повесть о Сегри и Абенсерагах
«По́весть о Сегри́ и Абенсеррахах» (исп. Historia de los vandos de los zegries y abencerrages caualleros moros de Granada, 1595 г.) — исторический роман испанского писателя и хрониста Хинеса Переса де Иты. Первый (или один из первых) исторических романов в Европе.
Полное название — «Повесть о раздорах Сегри́ и Абенсеррахов, мавританских рыцарей из Гранады, о бывших там гражданских войнах и о стычках, происходивших в Гранадской долине между маврами и христианами, до тех пор, пока король дон Фернандо Пятый не взял Гранаду. Повесть заново извлечена из одной арабской книги, написанной очевидцем событий, мавром из Гранады по имени Абен Хамин, и излагает события с основания города. Переведена на кастильский язык Хинесом Пересом де Итой, жителем города Мурсии.» (исп. Historia de los vandos de los zegries y abencerrages cavalleros moros de Granada, de las ciuiles guerras que vuo en ella y batallas particulares que vuo en la Vega entre moros y christianos, hasta que el rey don Fernando Quinto la gano. Agora nueuamente sacado de un libro Arauigo, cuyo autor de vista fue un Moro llamado Aben Hamin, natural de Granada. Tratando desde su fundacion. Traduzido en castellano por Gines Perez de Hita.)

## История
Первое издание «Повести о Сегри́ и Абенсеррахах» вышло в 1595 году. В предисловии к нему говорится о некоем предыдущем издании 1588 года, однако библиографам оно не известно. Возможно, это мистификация, как и сообщение о переводе книги с арабского. 

## Содержание
Основная часть книги посвящена событиям, происходящим в Гранаде в последние годы перед взятием Гранадского эмирата Католическими королями и завершением Реконкисты. Сюжет иллюстрируют около четырёх десятков пограничных и мавританских романсов.
Жизнь в мавританском королевстве безмятежна, жители королевства состязаются в рыцарских играх, мужестве и благородстве. Однако в это время территория государства сокращается как шагреневая кожа, и христианские рыцари уже позволяют себе совершать грабительские набеги на Гранаду практически до самых стен дворца. 

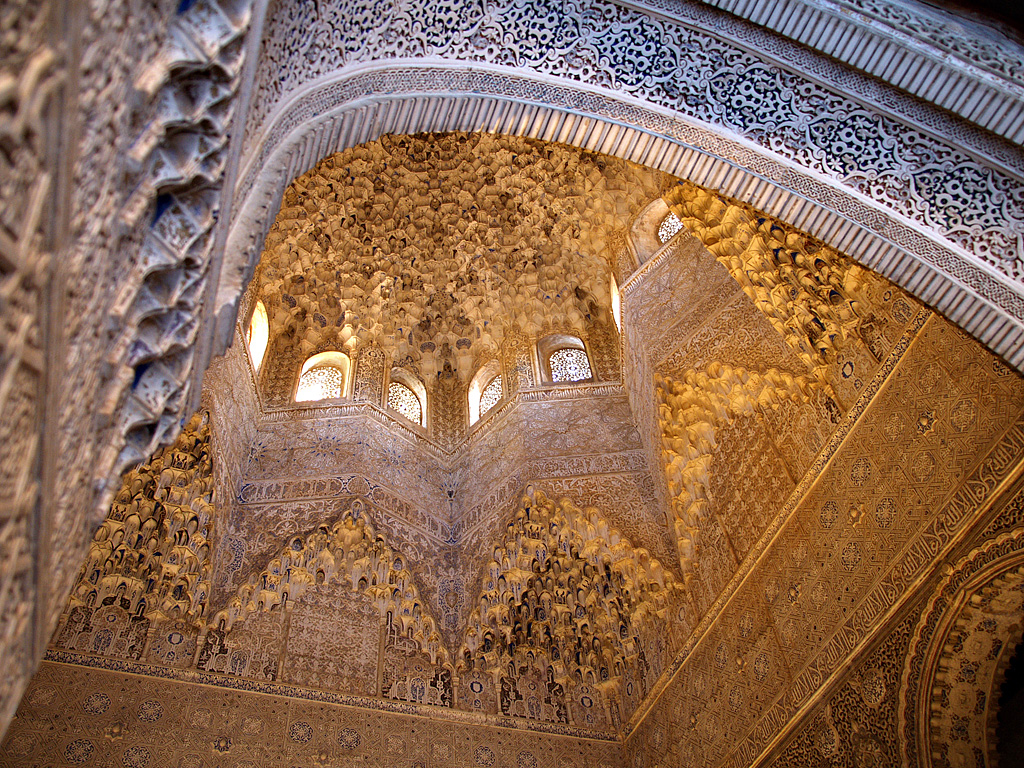
Интерьер зала Абенсерагов в Альгамбре, где, по легенде, были убиты 36 рыцарей рода Абенсеррахов.

События повести начинаются с коронации Молодого Короля (исторического Абу-Абдалаха или Боабдиля, узурпировавшего власть на части Гранадского эмирата, сына правителя Гранады Абу-л-Хассана, названного в повести Старым Королём). На одном из королевских пиров по ничтожному поводу разгорается спор между представителями аристократических родов Сегри́ и Абенсеррахов о знатности этих семей. Спор моментально перерождается в ссору. По ходу сюжета, на фоне многочисленных сердечных переживаний мавританских дам и кавалеров, ссора все стремительнее перерастает в кровавые междоусобные интриги двух родов. Попытки короля примирить враждующие партии приводят лишь к коротким перемириям. Сегри́ решают оклеветать Абенсеррахов в глазах короля. Боабдилю (Молодому Королю) рассказывают о любовной связи между королевой и одним из Абенсеррахов, а также о планах Абенсеррахов захватить власть и уничтожить короля. Поверив навету, король вызывает Абенсеррахов в Альгамбру, где, по его приказу, один за другим убивают тридцать шесть из них. Судьба королевы должна быть решена поединком четыре на четыре. В случае победы обвинителей, которыми вызываются стать рыцари Сегри́, королева будет сожжена. Если победят защитники, королева будет оправдана.
В городе узнают о злодеяних Молодого Короля, и начинается безжалостная гражданская война. Часть жителей выступает на стороне Молодого короля, часть на стороне Старого Короля, часть на стороне нового правителя, брата Старого Короля. Оставшиеся в живых Абенсеррахи вместе со своими сторонниками покидают Гранаду и поступают на службу к королю Кастилии и Арагона дону Фернандо. Для защиты королева выбирает четверых рыцарей-христиан. Сегри́ терпят поражение в поединке и перед смертью признаются, что оклеветали королеву и Абенсеррахов. Честь королевы восстановлена, но уже ничто не может спасти погрязшую во внутренних конфликтах Гранаду. Все больше мусульман принимают христианство. Испанцы занимают город за городом. Боабдиль, не сумевший защитить Гранаду как мужчина, оплакивает её как женщина. Мавританская рыцарская утопия погибла навсегда.
В заключение Перес де Ита напоминает об условиях сдачи Гранады: мусульмане сохраняют свободу, имущество, религию, обычаи, язык. Эти обещания очень скоро были нарушены. По указу 1502 года все мусульмане были обязаны принять христианскую веру или покинуть пределы Испании. В 1567 году, во времена жестокой католической реакции, Филипп II издал новый издевательский указ против морисков. В подавлении вспыхнувшего вследствие этого восстания был вынужден принимать участие сам Хинес Перес де Ита.

## Жанр
Жанр «Повести о Сегри́ и Абенсеррахах» стал в своё время причиной многих недоразумений и незаслуженной критики. Взяв многое от традиционного рыцарского романа, автор перенес своих героев из его фантастического мира в материальный мир гранадской утопии. Повесть приписана очевидцу событий. Действие точно локализовано во времени и пространстве, и описание междоусобиц в агонизирующей под напором испанцев Гранаде исторично в своей основе. Три первые и последняя главы повести обрамляют основной любовно-рыцарский сюжет педантичным описанием истории Гранады на уровне представлений XVI века и в стиле распространенных в то время исторических хроник. Из-за двойственности природы «Повести», попавшей в родоначальники нового литературного жанра исторического романа, её продолжали воспринимать как один из исторических документов (каковым она не являлась) и предъявлять соответствующие требования к достоверности. Положение усугубилось, когда следующее своё произведение (в котором автор выступил в роли мемуариста), хронику войны против морисков, Перес де Ита объединил с «Повестью о Сегри́ и Абенсеррахах» под одним заголовком «Гражданские войны в Гранаде». Несколько последующих поколений историков подвергали разгромной критике первую часть «Гражданских войн» в качестве исторического источника, после чего механически отказывали в доверии и второй части.

## Влияние
Повесть пользовалась огромным успехом и многократно переиздавалась. Уже к 1631 году книгу издали 21 раз, а к концу XVII века известно 33 её издания. В 1608 г. вышел первый французский, в 1801 — английский (Томаса Родда), в 1821 — немецкий переводы повести.
С этих пор в европейской культуре появляется ненасытный интерес к мавританской экзотике. «Повесть о Сегри́ и Абенсеррахах» непосредственно повлияла на появление произведений «Альмаида, или Рабыня-королева» (1663) Мадлен де Скюдери, «Заида, испанская повесть» (1671) мадам де Лафайет, «Завоевание Гранады, или Альмансор и Альмаида» Джона Драйдена, «Приключения последнего Абенсерага» Шатобриана, «Альгамбра» Вашингтона Ирвинга и многих других. Прочитанная в детстве Вашингтоном Ирвингом «Повесть» навсегда определила его интерес к Испании и арабской культуре. «Альгамбру» Ирвинг подкрепил «Хроникой завоевания Гранады», «Легендами завоевания Испании» и «Магометом и его преемниками». Опосредовано повесть вовлекла в круг восточной тематики огромное множество авторов, которые, возможно, никогда не слышали о Пересе де Ита. Так, по мотивам «Приключений последнего Абенсерага» Шатобриана поставлены оперы «Абенсераги» (Les Abencérages, 1813) Луиджи Керубини и «Последний из Абенсерагов» (L’ultimo degli Abenceragi, 1893) Джакомо Сетаччоли.
Книга Переса де Иты также дала толчок развитию специфических жанров испанской литературы: «гранадскому жанру» в прозе и поджанру «мавританских» романсов в поэзии.